# 孙宁 (翻译)
孙宁（1981年—），生于南京，中華人民共和國外交部翻译，担任李克强、习近平等中国高官翻译，被媒体称为“翻译一哥”。妻子张蕾同为外交部翻译。
孙宁1993年考入南京外国语学校，在那里完成了初高中六年的学业。1999年，他被保送入北京外国语大学英语系。本科毕业后，孙宁在2003年8月进入中华人民共和国外交部翻译室任职。2004年9月，他被公派赴英国留学。
孙宁曾为时任中华人民共和国外交部部长杨洁篪担任翻译。2009年至2011年连续三年的全国人民代表大会上，他为时任全国人大新闻发言人李肇星担任翻译。2012年，时任中华人民共和国副主席习近平访问美国时，孙宁为其担任翻译。2013年第十二届全国人民代表大会第一次会议上当选总理的李克强首次举行记者见面会时，孙宁担任翻译。2015年9月习近平对美国进行国事访问、10月对英国进行国事访问等场合上，孙宁与周宇搭档为“双主翻”。
孙宁曾任中华人民共和国外交部翻译室英文处副处长，后来担任翻译司培训处处长。